# محترم‌ترین (عنوان)
پیشوند افتخاری محترم‌ترین (به انگلیسی: The Most Honourable) عنوانی است که در چندین کشور استفاده می شود. در بریتانیا، پیش از نام مارکی، این پیشوند قرار دارد. 